# Papilio rumanzovia
Espèce
Papilio rumanzovia ou Mormon écarlate est une espèce de lépidoptères (papillons) de la famille des Papilionidae et de la sous-famille des Papilioninae.
On la trouve aux Philippines et à Célèbes.
Certains auteurs la considèrent comme une sous-espèce de Papilio deiphobus.

## Philatélie
Ce papillon figure sur une émission de l'île de Jersey de 1995 (valeur faciale : 41 p.)[réf. souhaitée].